# Phanoperla parva
Phanoperla parva és una espècie d'insecte plecòpter pertanyent a la família dels pèrlids. Es troba a l'Índia.